# Cybister mocquerysi
Cybister mocquerysi är en skalbaggsart som beskrevs av Régimbart 1895. Cybister mocquerysi ingår i släktet Cybister och familjen dykare. Inga underarter finns listade i Catalogue of Life.